# Affortunato Gori
Affortunato Gori (* vor 1895 in Florenz, Italien; † 1925) war ein italienischer Bildhauer.

## Leben
Gori studierte bei Augusto Rivalta an der Accademia di Belle Arti (Florenz). Nach seinem Umzug nach Paris war er Schüler der französischen Künstlers Victorien-Antoine Bastet. Er schuf zahlreiche chryselephantine Statuetten im Jugendstil und im Stil des Art déco aus Bronze, Marmor, Elfenbein und Zink. Ab 1904 stellte er bis 1923 auf den Salons der Société des Artistes Français aus. Seine Arbeiten waren im Jugendstil und im Stil des Art déco gehalten. Gori benutzte auch den Künstlernamen Fortunato und war von 1895 bis zu seinem Tod 1925 als Künstler aktiv.

## Werke (Auswahl)
- Joven
- Große Alabastergruppe mit vier Bacchanten
- Neugierig
- Tänzerin mit Ball
- Tänzerin vor Flamme
- Nymphe umarmt einen Satyr
- Mädchen mit Rehkitz
- Büste eines jungen Mädchens
- Orientalische Tänzerin
- Frau, treppenabsteigend
- Frau mit Kakadus
- Mädchen mit Blumenkorb
- Violinistin, 1910
- Schäferin